# Fila (figlia di Antipatro)
Fila (in greco Φίλα?; 350 a.C. circa – Cassandreia, 288 a.C.) è stata una regina macedone antica, figlia di Antipatro, moglie di Demetrio I Poliorcete (re di Macedonia e della Grecia antica) e madre di Antigono II Gonata e Stratonice di Siria.

## Biografia
Fila era figlia di Antipatro, il generale di Alessandro Magno che resse la Macedonia durante le spedizioni di Alessandro e che alla morte di quest'ultimo (323 a.C.) fu riconosciuto reggente dell'impero. Secondo Antonio Diogene già nel 332 a.C. era sposata con Balacro, probabilmente il nobile macedone che fu satrapo di Cappadocia. Nel 322 a.C. il padre la diede in sposa a Cratero, come ricompensa per l'aiuto fornitogli nella guerra lamiaca. Dopo la morte di Cratero (321 a.C.), Fila fu data in sposa ancora una volta al più giovane Demetrio Poliorcete, figlio di Antigono I Monoftalmo.
Essendo lecita in Macedonia la poligamia, il nuovo marito, molto più giovane di Fila, contrasse in seguito altre nozze; tuttavia le tributò grandi onori, soprattutto dopo l'ascesa al trono di Macedonia (294 a.C.). Sembra tuttavia che nei primi anni di matrimonio Fila abbia risieduto soprattutto a Cipro; sembra che si sia recata da Demetrio dopo che costui fu sconfitto a Ipso (301 a.C.) e che sia stata inviata in missione diplomatica da Demetrio presso Cassandro, nuovo re della Macedonia e fratello di lei, per tentare un accordo; successivamente sia ritornata nuovamente a Cipro.
Nel 295 Fila cadde, a Salamina, nelle mani di Tolomeo I, il quale la trattò in modo onorevole e le permise di ritornare con i figli in Macedonia da Demetrio, del quale condivise la sorte.
Quando Pirro tentò di impossessarsi del regno di Macedonia, mietendo in un primo tempo successi militari, Fila, temendo di cadere nelle mani dell'epirota, si uccise con il veleno.

## Omonimia
Si chiamava Fila anche la figlia di Stratonice, e quindi nipote di questa Fila; lei sposò poi lo zio Antigono Gonata.
L'omonimia ha generato talora equivoci, come per esempio nella voce dedicata ad Arato di Soli dal Suda.
Antigono Gonata diede il nome della madre alla città di Fila, nella regione della Pieria, in Macedonia.